# زین الفندی
زین الفندی (عربی: زين الفندي؛ زادهٔ ۱۵ ژانویهٔ ۱۹۸۳) بازیکن فوتبال اهل سوریه است.
از باشگاه‌هایی که در آن بازی کرده‌است می‌توان به باشگاه ورزشی العربی کویت، باشگاه ورزشی المحافظه، باشگاه ورزشی الشرطه (سوریه)، باشگاه ورزشی الفتوه، و باشگاه ورزشی طلیعه اشاره کرد.
وی همچنین در تیم ملی فوتبال سوریه بازی کرده‌است.